# Elecciones provinciales de Córdoba de 2023
Las elecciones en la provincia de Córdoba de 2023 se realizaron el domingo 25 de junio de ese año. Cabe aclarar que de acuerdo a la ley vigente, las mismas deben realizarse entre 180 y 60 días antes de la finalización del mandato, o sea, entre el domingo 18 de junio y el domingo 8 de octubre respectivamente, y deben anunciarse por lo menos 90 días antes del acto electoral. Ese día se elegirán gobernador, vicegobernador y 70 legisladores provinciales, además de cargos en importantes municipios. Otras elecciones municipales se realizarán a lo largo del año, además de las elecciones nacionales.

## Renovación de la legislatura
En los comicios se renovará la totalidad de la Legislatura cordobesa, que cuenta con 70 bancas, de las cuales 44 son electas por toda la provincia y 26 electas a razón de una por cada uno de los departamentos.
Actual composición de la Legislatura de Córdoba:
| Bloque | Bloque                                         | Bancas | Bancas | Bancas      |
| Bloque | Bloque                                         | 2019   | 2023   | +-          |
| ------ | ---------------------------------------------- | ------ | ------ | ----------- |
|        | Hacemos por Córdoba                            | 49     | 33     | 18          |
|        | Juntos por el Cambio                           | 5      | 33     | 25          |
|        | Identidad Peronista                            | 2      | 1      | 1           |
|        | Encuentro Vecinal Córdoba                      | 2      | 1      | 1           |
|        | Frente de Izquierda y de Trabajadores - Unidad | 1      | 1      | Sin cambios |
|        | La Libertad Avanza                             | 0      | 1      | 1           |
|        | Unión Cívica Radical                           | 9      | 0      | 9           |
|        | Coalición Cívica ARI                           | 1      | 0      | 1           |
|        | MST-Nueva Izquierda                            | 1      | 0      | 1           |
| Total  | Total                                          | 70     |        |             |

## Candidatos
| Logo                                                                                        | Logo                                                                                        | Partido/alianza                                | Partidos en la alianza | Candidato/a a gobernador/a                         | Candidato/a a gobernador/a                         | Candidato/a a vicegobernador/a | Candidato/a a vicegobernador/a |
| ------------------------------------------------------------------------------------------- | ------------------------------------------------------------------------------------------- | ---------------------------------------------- | --- | -------------------------------------------------- | -------------------------------------------------- | ------------------------------ | ------------------------------ |
|                                                                                             |                                                                                             | Hacemos Unidos por Córdoba                     | Ver lista - Partido Justicialista - Partido Fe - Partido Demócrata Cristiano - Unión Vecinal Federal - Partido Intransigente - Partido Socialista - Partido GEN - Acción para el Cambio - Compromiso Federal - Movimiento de Acción Vecinal - Partido Estamos - Movimiento Libres del Sur - Frente Federal de Acción Solidaria - PAIS - Federalismo Independiente |                                                    | Martín Llaryora                                    |                                | Myrian Prunotto                |
| - Intendente de Córdoba (2019-2023) - Vicegobernador de la provincia de Córdoba (2015-2017) | - Intendente de Córdoba (2019-2023) - Vicegobernador de la provincia de Córdoba (2015-2017) | Hacemos Unidos por Córdoba                     | Ver lista - Partido Justicialista - Partido Fe - Partido Demócrata Cristiano - Unión Vecinal Federal - Partido Intransigente - Partido Socialista - Partido GEN - Acción para el Cambio - Compromiso Federal - Movimiento de Acción Vecinal - Partido Estamos - Movimiento Libres del Sur - Frente Federal de Acción Solidaria - PAIS - Federalismo Independiente | - Intendenta de Estación Juárez Celman (2011-2023) | - Intendenta de Estación Juárez Celman (2011-2023) |                                |                                |
|                                                                                             |                                                                                             | Juntos por el Cambio                           | Ver lista - Propuesta Republicana - Frente Cívico de Córdoba - Coalición Cívica ARI - Unión Cívica Radical - Republicanos Unidos - Encuentro Republicano Federal - Primero La Gente |                                                    | Luis Juez                                          |                                | Marcos Carasso                 |
| - Senador nacional (2021-presente)                                                          | - Senador nacional (2021-presente)                                                          | Juntos por el Cambio                           | Ver lista - Propuesta Republicana - Frente Cívico de Córdoba - Coalición Cívica ARI - Unión Cívica Radical - Republicanos Unidos - Encuentro Republicano Federal - Primero La Gente | - Diputado nacional (2021-presente)                | - Diputado nacional (2021-presente)                |                                |                                |
|                                                                                             |                                                                                             | Encuentro Vecinal Córdoba                      | Partido sin Alianza |                                                    | Aurelio García Elorrio                             |                                | María Rosa Marcone             |
| - Legislador provincial (2011-2021)                                                         | - Legislador provincial (2011-2021)                                                         | Encuentro Vecinal Córdoba                      | Partido sin Alianza | - Legislador provincial (2019-actualidad)          | - Legislador provincial (2019-actualidad)          |                                |                                |
|                                                                                             |                                                                                             | Frente de Izquierda y de Trabajadores - Unidad | Ver lista - Partido Obrero - Partido de los Trabajadores Socialistas - Izquierda Socialista - Movimiento Socialista de los Trabajadores |                                                    | Liliana Olivero                                    |                                | Soledad Díaz García            |
| - Legisladora provincial (2001-2013)                                                        |                                                                                             | Frente de Izquierda y de Trabajadores - Unidad | Ver lista - Partido Obrero - Partido de los Trabajadores Socialistas - Izquierda Socialista - Movimiento Socialista de los Trabajadores |                                                    |                                                    |                                |                                |
|                                                                                             |                                                                                             | La Libertad Avanza                             | Ver lista - Partido Libertario - UCEDE |                                                    | Agustín Spaccesi                                   |                                | María Cristina Lagger          |
| - Presidente del Partido Libertario de Córdoba.                                             |                                                                                             | La Libertad Avanza                             | Ver lista - Partido Libertario - UCEDE |                                                    |                                                    |                                |                                |
|                                                                                             |                                                                                             | Frente Liberal Demócrata Desarrollista         | Ver lista - Movimiento de Integración y Desarrollo - Partido Demócrata |                                                    | Rodolfo Eiben                                      |                                | Gabriel Bornoroni              |
| - Presidente del Partido Demócrata de Córdoba.                                              | - Presidente del Partido Demócrata de Córdoba.                                              | Frente Liberal Demócrata Desarrollista         | Ver lista - Movimiento de Integración y Desarrollo - Partido Demócrata | - Presidente de CECHA                              | - Presidente de CECHA                              |                                |                                |
|                                                                                             |                                                                                             | Creo en Córdoba de Todos                       | Ver lista - Partido de la Victoria - Nuevo Encuentro por la Democracia y la Equidad - Partido Solidario - Frente Grande - Kolina - Partido Comunista - Patria Grande - Partido del Trabajo y del Pueblo |                                                    | Federico Alesandri                                 |                                | Gabriela Estévez               |
| - Intendente de Embalse (2007-2023)                                                         | - Intendente de Embalse (2007-2023)                                                         | Creo en Córdoba de Todos                       | Ver lista - Partido de la Victoria - Nuevo Encuentro por la Democracia y la Equidad - Partido Solidario - Frente Grande - Kolina - Partido Comunista - Patria Grande - Partido del Trabajo y del Pueblo | - Diputada Nacional (2015-presente)                | - Diputada Nacional (2015-presente)                |                                |                                |
|                                                                                             |                                                                                             | Partido Humanista                              | Partido sin Alianza |                                                    | Fernando Schüle                                    |                                | Graciela Osorio                |
| - Productor del programa de televisión En obras, del Canal 10 de Córdoba                    |                                                                                             | Partido Humanista                              | Partido sin Alianza |                                                    |                                                    |                                |                                |
|                                                                                             |                                                                                             | Movimiento Avanzada Socialista                 | Partido sin Alianza |                                                    | Julia Di Santi                                     |                                | Miguel Díaz                    |
|                                                                                             |                                                                                             | Movimiento Avanzada Socialista                 | Partido sin Alianza |                                                    |                                                    |                                |                                |
|                                                                                             |                                                                                             | Partido Popular                                | Partido sin Alianza |                                                    | Patricia Sarmiento                                 |                                | Roberto Zarantonello           |
| - Conductora de radio                                                                       |                                                                                             | Partido Popular                                | Partido sin Alianza |                                                    |                                                    |                                |                                |

## Elecciones municipales y comunales
| Espacio político | Espacio político                     | Municipios ganados |
| ---------------- | ------------------------------------ | ------------------ |
|                  | Hacemos Unidos por Córdoba y aliados | 59                 |
|                  | Juntos por el Cambio y aliados       | 79                 |
|                  | Vecinalismos                         | 14                 |
|                  | Frente de Todos y aliados            | 8                  |
|                  | La Libertad Avanza y aliados         | 3                  |
|                  | A definir                            | 264                |
| Total            | Total                                | 427                |

## Encuestas de opinión
| Fecha                    | Encuestadora                   | Muestra |       |       |      |       |      | Otros | Blanco | Indecisos | Ventaja |
| ------------------------ | ------------------------------ | ------- | ----- | ----- | ---- | ----- | ---- | ----- | ------ | --------- | ------- |
| Fecha                    | Encuestadora                   | Muestra |       |       |      |       |      | Otros | Blanco | Indecisos | Ventaja |
| 25 de junio de 2023      | Elecciones provinciales        | -       | 45,20 | 41,86 | 2,61 | 2,44  | 2,24 | 5,66  | 4,93   | -         | 3,34    |
|                          |                                |         |       |       |      |       |      |       |        |           |         |
| 11 - 13 de junio         | Sensación Electoral            | 745     | 34,1  | 36,2  | 4,2  | 2,6   | -    | 10,4  | -      | 12,2      | 2,1     |
| 20 - 21 de junio de 2023 | CB Consultora                  | 885     | 42,7  | 34,5  | 2,3  | 1,4   | 3,4  | 3,9   | 4,7    | 7,2       | 8,2     |
| 2 - 5 de junio de 2023   | Consultora Tendencias          | 2.506   | 31,4  | 31,3  | 5,2  | 4,8   | 1,6  | 10,2  | 4,2    | 17,1      | 0,1     |
| 22 - 30 de mayo de 2023  | Nueva Comunicación             | 1.450   | 41,3  | 29,3  | 4,1  | 2,9   | 2,9  | -     | 2,8    | 11,9      | 12      |
| 13 - 19 de abril de 2023 | Delfos                         | 1.880   | 42,4  | 31,3  | 4,8  | 3     | 1,9  | 10,4  | 5      | 7,7       | 9,2     |
| 13 - 19 de abril de 2023 | Delfos                         | 1.880   | 43,1  | 31,4  | 4,8  | 3,1   | -    | 8,8   | 5,9    | 7,7       | 11,7    |
| 13 - 19 de abril de 2023 | Delfos                         | 1.880   | 41,9  | 30,3  | 4,8  | 2,6   | 2,2  | 9     | 5      | 9         | 11,6    |
| 3 - 5 de abril de 2023   | Sensación Electoral            | 697     | 35,8  | 43,8  | 9,3  | 3     | -    | 7,9   | -      | -         | 8       |
| 17 - 26 de marzo de 2023 | Delfos                         | 1.880   | 40,6  | 31,4  | 1,9  | 7,1   | 0,7  | 3,6   | 4,3    | 7         | 9,2     |
| 17 - 26 de marzo de 2023 | Delfos                         | 1.880   | 42,4  | 32,1  | 1,7  | 6,2   | -    | 4     | 4,6    | 5,9       | 10,3    |
| 17 - 26 de marzo de 2023 | Delfos                         | 1.880   | 42,3  | 32    | 1,7  | 6,4   | -    | 4     | 4,4    | 6         | 10,3    |
| 6 - 15 de marzo de 2023  | Francisco Venturni & Asociados | 1.400   | 31,1  | 37,2  | 3,3  | 2,9   | 6,2  | 4,2   | 2,7    | 12,4      | 6,1     |
| 6 - 15 de marzo de 2023  | Francisco Venturni & Asociados | 1.400   | 29,4  | 31,8  | 5,8  | 2,7   | 4,8  | 3     | -      | 22,5      | 2,4     |
| 6 - 10 de marzo de 2023  | CB Consultora                  | 1.028   | 36,7  | 30,6  | 2,8  | 2,6   | -    | -     | 5,2    | 17,9      | 6,1     |
| 1 - 4 de marzo de 2022   | CB Consultora                  | 1.028   | 24,1  | 35,1  | 7,1  | -     | 5,2  | -     | -      | 26,1      | 11      |
|                          |                                |         |       |       |      |       |      |       |        |           |         |
| 14 de noviembre de 2021  | Elecciones legislativas        | -       | 24,99 | 54,06 | 2,26 | 10,51 | 3,54 | 4,63  | 1,49   | -         | 29,07   |

## Resultados

### Gobernador y vicegobernador
| Fórmula                    | Fórmula                  | Partido/Alianza       | Partido/Alianza                                | Votos     | %     |
| Gobernador                 | Vicegobernador           | Partido/Alianza       | Partido/Alianza                                | Votos     | %     |
| -------------------------- | ------------------------ | --------------------- | ---------------------------------------------- | --------- | ----- |
| Martín Llaryora            | Myrian Beatriz Prunotto  |                       | Hacemos Unidos por Córdoba                     | 870.935   | 45,20 |
| Luis Juez                  | Marcos Gustavo Carasso   |                       | Juntos por el Cambio                           | 806.541   | 41,86 |
| Aurelio García Elorrio     | María Rosa Marcone       |                       | Encuentro Vecinal Córdoba                      | 60.818    | 3,16  |
| Agustín Alejandro Spaccesi | María Cristina Lagger    |                       | La Libertad Avanza                             | 50.218    | 2,61  |
| Liliana Olivero            | Soledad Díaz             |                       | Frente de Izquierda y de Trabajadores - Unidad | 47.068    | 2,44  |
| Carlos Federico Alesandri  | Gabriela Beatriz Estévez |                       | Creo en Córdoba de Todos                       | 43.186    | 2,24  |
| Patricia Sarmiento         | Roberto Zarantonello     |                       | Partido Popular                                | 15.857    | 0,82  |
| Fernando Adrián Schüle     | Graciela Lidia Osorio    |                       | Partido Humanista                              | 10.174    | 0,53  |
| Rodolfo Guido Eiben        | Gabriel Marcos Bornoroni |                       | Frente Liberal Demócrata Desarrollista         | 10.123    | 0,53  |
| Julia di Santi             | Miguel Alejandro Díaz    |                       | Movimiento al Socialismo                       | 7.286     | 0,38  |
| Mario Alfredo Peral        | Pamela Romina Arias      |                       | Unión Popular Federal                          | 4.648     | 0,24  |
| Votos positivos            | Votos positivos          | Votos positivos       | Votos positivos                                | 1.926.854 | 92,58 |
| Votos en blanco            | Votos en blanco          | Votos en blanco       | Votos en blanco                                | 102.563   | 4,93  |
| Votos nulos                | Votos nulos              | Votos nulos           | Votos nulos                                    | 51.776    | 2,49  |
| Participación              | Participación            | Participación         | Participación                                  | 2.081.193 | 68,20 |
| Electores registrados      | Electores registrados    | Electores registrados | Electores registrados                          | 3.051.544 | 100   |
| Fuente:                    |                          |                       |                                                |           |       |

### Legislatura
| Partido/Alianza       | Partido/Alianza                                | Legislador por distrito único | Legislador por distrito único | Legislador por distrito único | Legislador por distrito único | Legislador departamental | Legislador departamental | Legislador departamental | Bancas totales |
| Partido/Alianza       | Partido/Alianza                                | Votos                         | %                             | Bancas                        | Candidatos | Votos                    | %                        | Bancas                   | Bancas totales |
| --------------------- | ---------------------------------------------- | ----------------------------- | ----------------------------- | ----------------------------- | --- | ------------------------ | ------------------------ | ------------------------ | -------------- |
|                       | Juntos por el Cambio                           | 712.063                       | 41,90                         | 20/44                         | Ver candidatos: 1. Oscar Agost Carreño 2. Brenda Austin (UCR) 3. Gustavo Armando Bottasso (UCR) 4. Karina Gabriela Bruno (UCR) 5. Miguel Osvaldo Nicolás (UCR) 6. Carmen Gloria Pereyra (FC) 7. Walter Norberto Nostrala (FC) 8. Alejandra Ferrero (UCR) 9. José Alberto Bria (UCR) 10. Viviana Raquel del Valle Martoccia (FC) 11. Ignacio Antonio Sala (PRO) 12. Ariela Yanina Szpanin (UCR) 13. Matías Pablo Gvozdenovich (UCR) 14. Daniela Soledad Gudiño (UCR) 15. Gregorio Hernández Maqueda (CC-ARI) 16. Nancy Edith Almada (FC) 17. Dante Rossi (UCR) 18. Patricia Isabel Botta (PRO) 19. Daniel Alejandro Juez (FC) 20. Inés Mercedes Contrera (UCR) 21. Oscar Humberto Tamis (PRO) 22. María Constanza Córdoba Acosta 23. Lucas Emiliano Castro Vargas 24. Viviana Concepción Pomiglio 25. Lucas Leandro Balián 26. Dora Graciela Correa 27. Gastón Dueñas Dabezies 28. María Mercedes Pueyrredón 29. César Walter Ramón Navarro 30. María Teresa Riu Cazaux 31. Federico Oliva 32. Tatiana Zabotkine 33. Walter Daniel Núñez 34. María de Lourdes Perren 35. José Ignacio Vocos 36. Ángela Fabiana Toloza 37. Matías Fernando Márquez 38. Ana Carolina Carranza Astrada 39. Mauro Gabriel Bisquerra 40. Sol Mariet Aceto 41. Lucas Bertaina 42. Luciana Almada 43. Pamela Humildad D'Felice 44. Héctor Eduardo Pereyra | 726.557                  | 42,19                    | 13/26                    | 33/70          |
|                       | Hacemos Unidos por Córdoba                     | 710.281                       | 41,79                         | 20/44                         | Ver candidatos: 1. Juan Manuel Llamosas 2. Claudia Roxana Martínez 3. Manuel Fernando Calvo 4. Nadia Vanesa Fernández 5. Luis Leonardo Limia 6. Laura Judith Jure 7. Miguel Ángel Siciliano 8. Verónica Fátima Navarro Alegre 9. Ricardo Roberto Sosa 10. Carmen Esther Suárez 11. David Alfredo Consalvi 12. Julieta Rinaldi 13. Carlos Bernardo Knipscheer Reyna 14. Natalia Soledad Quiñonez 15. Pablo César Ovejeros 16. María del Rosario Acevedo 17. Matías Ezequiel Chamorro (PS) 18. Ileana Quaglino 19. Abraham Galo 20. Delia Dolores Romero 21. Carlos Mariano Lorenzo 22. Cristina Alicia Pereyra 23. Rodrigo Miguel Rufeil 24. Karen Belén Acuña 25. Antonio Edgardo Russo 26. Stella Maris Peralta 27. Julio Alberto Bañuelos 28. Doris Fátima Mansilla 29. Luis Carlos Lencinas 30. Leonor Jorgelina Soardo 31. Sergio Nicolás Fittipaldi 32. María Nélida Ortiz 33. Iván Horacio Galfre 34. Gimena del Valle Canto 35. Santiago Capdevila 36. Laura Inés Villalba 37. Andrés Federico Torres 38. Ramona del Valle Argañaraz 39. Wilson Natanael Genesio 40. Sabrina Elizabeth Valor 41. José Luis Scarlatto 42. Verónica Susana Diedrich 43. Alberto Daniel Mousist 44. Myrian Ninfa Toro | 720.217                  | 41,83                    | 13/26                    | 33/70          |
|                       | Encuentro Vecinal Córdoba                      | 69.142                        | 4,07                          | 1/44                          | Ver candidatos: 1. Rodrigo María Agrelo 2. María Rosa Marcone 3. Gerardo José Grosso 4. Sofía Constanza Fernández Montero 5. Álvaro Zamora Consigli 6. Noelia Provera 7. Lucas Ernesto Larrosa 8. María Teresita Vexenat de Francisco 9. Ricardo Iván Condori 10. Ana Inés Chicala López 11. Rodrigo Francisco Javier Bustos Lourido 12. Graciela del Carmen Ferreyra 13. José Andrés Ontibero 14. María Cecilia Rigalt 15. Jonatan Andrés Gómez der Kevorkian 16. Inés María Adela Cassone 17. Julio César Nieto 18. Gloria Inés Morales 19. Juan Pablo Capelari 20. Valentina Aylén Barrionuevo 21. Ricardo Enrique Perrin 22. Inés Adelaida Obregón 23. Fernando Ezequiel Vicente 24. Mabel Alejandra Flores 25. Gustavo Sergio Dos Santos 26. Inés María Candisano 27. Andrés Maximiliano Pinela 28. Selva Micaela Bustos Torres 29. Emiliano Díaz Brito 30. María Fernanda Nocetti 31. José Luis Barrionuevo 32. Marcela Peláez 33. Juan Ignacio Vico 34. María Virginia Babini 35. Gustavo Horacio Pividori 36. Silvia Alejandra Sosa 37. Pablo Ezequiel Vélez Díaz 38. Liliana Olga Mansilla 39. Ariel Hernán Quiroga 40. Vanessa Romina West 41. Walter Andrés Almirón 42. Virginia Guadalupe Chicala López 43. Franco Emanuel Icazatti 44. Graciela Beatriz López                                                        | 68.917                   | 4,00                     | —                        | 1/70           |
|                       | Frente de Izquierda y de Trabajadores - Unidad | 60.070                        | 3,53                          | 1/44                          | Ver candidatos: 1. Luciana Echevarría 2. Emanuel Berardo 3. Noelia Beatriz Agüero 4. Javier Musso 5. Soledad Díaz 6. Gastón Vacchiani 7. Noel Argañaraz 8. Federico Nicolodi 9. Lucrecia Cocha 10. Jorge Navarro 11. Huilén Retacchi 12. Nahuel Hernán Rodríguez Ricciardi 13. Marcelo Maceira 14. Dayana Cecilia Espíndola 15. Federico Guillermo Wagner 16. Carla Paola Caselli 17. Franca Condori Bazán 18. Alejandro Roqueiro 19. Marcela Alejandra Martín 20. Sergio Ignacio Folchieri 21. Germán Juncos 22. Rubí Lencinas 23. Daniel Arturo Vera 24. Jorgelina Álvarez 25. Lorena Páez 26. Juan Walter Medina 27. Silvia Flamini 28. Fabrizio David Ferreyra 29. Manuel Guzmán 30. Anabel Vanina Allochis 31. Héctor Marcelo Benavidez 32. Natalia Soledad Tort 33. María Nieto 34. Matías Juan Tisera 35. Ana Beatriz Pereyra 36. Josué Plevich Shaddock 37. Norberto del Caño 38. Cecilia Carrizo 39. Alejandro Waisman 40. Sandra Vilma Cabrera 41. Marcela Etchichury 42. Juan Gabriel Ponce 43. Constanza Nicolodi 44. Santiago Miguel Benítez Vieyra | 57.137                   | 3,32                     | —                        | 1/70           |
|                       | La Libertad Avanza                             | 54.006                        | 3,18                          | 1/44                          | Ver candidatos: 1. Agustín Alejandro Spaccesi 2. María Cristina Lagger 3. Lucas Julián Heredia 4. Daniela del Valle Louet 5. Santiago Felipe Piñeiro 6. María Emilia Echezarreta 7. Jonathan Uriel Naselli 8. Julieta Magdalena Ceballos 9. José Ignacio Cabanillas 10. María Yanina Rechimon 11. Andrés Ceferino Peralta 12. Daniela Welner 13. Juan Francisco de Giustti 14. Priscila Saporiti 15. Oscar Ariel Cajiao 16. Silvana Mariel Mazzolo 17. Jorge Alberto Sedo 18. Cristina Anahí Centeno Lagger 19. Leandro José Magnotti 20. Gilda Mariana Sánchez | 53.877                   | 3,13                     | —                        | 1/70           |
|                       | Creo en Córdoba de Todos                       | 45.299                        | 2,67                          | 1/44                          | Ver candidatos: 1. Carlos Federico Alesandri 2. Gabriela Beatriz Estévez 3. Juan Bautista Monserrat 4. Constanza San Pedro 5. Ignacio Baselica 6. Olga Riutort 7. Rodolfo Leyría 8. Glenda Silvana Henze 9. Marcos Ezequiel Gamarro 10. Sonia Golzman 11. Jorge Alberto Esteban 12. María Josefina Almada 13. Héctor José Luis Ojeda 14. Erika Yohana Cuello 15. Pablo Martín Tissera 16. Ramona Nélida González 17. Julio César Martínez 18. Melina Isabel León 19. Leandro Bienvenido Vallejos 20. María Cristina Vázquez 21. Fabián Rubén Medina 22. Graciela Beatriz Nicolás 23. Ricardo Alfio Finola 24. Viviana Ramona Carnero 25. Simón Félix González Castaño 26. Rocío Alejandra Zelaya 27. Juan Pablo Ensabella 28. Mavilda Norma Voco 29. Ángel Guillermo Velázquez 30. Nora Florentina Escalante 31. Pablo Germán Sargentoni 32. Fara Alexandra Lencinas 33. Jorge Omar Voco 34. Clemencia del Valle Alindro 35. Alfredo Miguel Rodríguez 36. Sylvia del Valle Peñaloza 37. Elías Daniel Hidalgo 38. Rita Mercedes Cano 39. Paolo Hernán Pinzani 40. Alicia Beatriz Lucero 41. Sergio Alejandro Luna 42. Analía del Valle Silvano 43. Miguel Eduardo Santiago Romero 44. Valentina Enet | 44.585                   | 2,59                     | —                        | 1/70           |
|                       | Partido Popular                                | 13.944                        | 0,82                          | 0/44                          | Ver candidatos: 1. Patricia Sarmiento 2. Nicolás Leguizamón 3. Agustín Gabriel Moyano Chinellato 4. Carmen Alicia Arias 5. Luis Ludueña 6. Claudia E. Bertilotti 7. Alberto Damián Grimaylo Cosson 8. María Carolina Gielsomino 9. Pedro Antonio Gallo 10. Sandra E. Oviedo 11. Federico Ruggieri 12. Norma B. Sarasola 13. Leonardo Gabriel Andrich 14. Romina Soledad González 15. Gustavo E. Álvarez 16. Daniela del Valle Contardo 17. Franco Nahuel Valles 18. Gisella Inés Palacio 19. Luis Alberto Yedro 20. Gisela Soledad Heredia 21. Cristian Ramón Minari 22. Natalia Edith Peralta 23. Rafael Ernesto Quilez 24. Bárbara Rosa Nerea Cressatti 25. Víctor Hugo Santucho 26. Norma Chanquia 27. Claudio Exequiel Nieto 28. Eva del Valle Pérez 29. Raúl Alberto Escobar 30. Carla Gabriela Bocalon 31. Lucas Alberto Zurita 32. Fabiana Magdalena Agüero 33. Roque Rogelio Domínguez 34. Noemí Angélica Amarillo 35. Iván Exequiel Coe 36. Samanta Noelia Castro Fiorentino 37. Juan Marcelo Piovano 38. Amalia del Carmen Bustamante 39. Andrés Pablo Vianna 40. Agustina Ayelén Ochoa Aguirre 41. Eugenio Eduardo Ferrari 42. Ivana Natalia Jordán 43. Rodrigo Nicolás Cativa 44. Katya Celeste Leguizamón | 14.672                   | 0,85                     |                          |                |
|                       | Frente Liberal Demócrata Desarrollista         | 11.383                        | 0,67                          | 0/44                          | Ver candidatos: 1. Rodolfo Guido Eiben 2. María Cecilia Ibáñez 3. Gabriel Marcos Bornoroni 4. María Alejandra Ponce 5. Adolfo Hugo Giménez 6. Claudia Susana González 7. Gustavo Mario Manno 8. Gladys Elizabeth Pérez 9. Mateo Esteban Sarich 10. María Paola Negro 11. Daniel Santiago del Valle Tossen 12. Andrea Fabiana Velázquez 13. Ricardo Esteban Cayón 14. Mariela Adriana Giorgini 15. Ernesto Marcelo Andrada 16. Elizabeth Edith Marsiglia 17. Eugenio Simón Funes 18. Nadia Ayelén Olaz López 19. Juan Domingo Venencia 20. Gabriela Claudia Sartori 21. Pablo Andrés Chiavassa 22. Julieta Verónica Stelkic 23. Gabriel Ignacio Eiras 24. Eliana Yamile Caiña 25. Pablo Gabriel Pereyra 26. Yanina Albana Cirillo 27. Héctor Hugo Asconchilo 28. María José Rodríguez 29. Diego Héctor Núñez 30. Alicia Claudia Engel 31. Diego Luis Camusso 32. Daiana Melisa Santi 33. Jorge Luis Basualdo 34. Johana Mildred Romero 35. Guillermo Alberto Contreras 36. María del Carmen Centeno 37. Jorge Cristian Ceballos 38. Camila Micaela Ponce de León Martini 39. Lucio Mauro Prelato 40. Noemí Alicia Oviedo 41. José Eusebio Romero 42. Marcela Fabiana de Rosa 43. Marcos Bagnarelli Montenegro 44. Alicia Isabel Moreno                                                                                             | 15.307                   | 0,89                     |                          |                |
|                       | Partido Humanista                              | 10.657                        | 0,63                          | 0/44                          | Ver candidatos: 1. Fernando Adrián Schüle 2. Antonia Marcuzzi 3. Héctor Heredia 4. Silvia Graciela Rivero 5. Claudio Esteban Torres 6. Cecilia di Mauro 7. Fernando Eudoro López 8. Ana Sofía Tolcachier 9. Micael Ferrazano 10. Rosana Inés Bustos 11. Jorge Aníbal Elías Sosa 12. Gertrudis Silvia Schüle 13. Lucas Brunetti 14. Susana Raquel Luna 15. Juan Daniel Ramos 16. Andrea Carolina Argañarás 17. Pablo César Osmar Garay 18. María Dolores del Valle Frontera 19. Antonio Gabriele Cándido 20. Giannina Brunetti 21. Carlos David Torres 22. Clara Adriana Castro 23. Luis Eduardo Sánchez 24. Mari Segundo 25. Franco Fabián Jesús Martínez 26. María Virginia Gangitano 27. Carlos Alberto Torino 28. Noelia Vanessa Nieto 29. Hugo Alberto Cammarata 30. Elena Rosalia Schüle 31. Agustín Ovidio Marcuzzi 32. Mabel del Valle Ahumada 33. Martín Hernando Barrionuevo 34. Nélida Isabel Luna 35. Enrique Walter Merlo 36. Patricia Anabel Ramírez 37. José Luis Márquez 38. Malena Schüle 39. Valentín Fonseca 40. Ivette Margarita Hak 41. Lucas Daniel Robaldo 42. Carolina Lucía Molina 43. Humberto Matías Gangitano 44. Susana María Zatti | 10.609                   | 0,62                     |                          |                |
|                       | Movimiento al Socialismo                       | 8.800                         | 0,52                          | 0/44                          | Ver candidatos: 1. Julia di Santi 2. Franco Ricardo Bergero 3. Noelia Luján García 4. Lautaro Mariano Lorenzo 5. María Luisa Pereyra 6. Juan José Planes 7. Cintia Natalia Fernández 8. Juan Pablo Sarmiento 9. María Laura Maza 10. Martín Andrés Sinchich 11. Franca Beatriz Maccioni 12. Darío Juan Mannino 13. Yamila Fernanda Moyano 14. Franco Daniel Martínez 15. Angélica del Carmen Correa 16. Mariano Daniel Dos Reis Pereira 17. Vanesa Elizabeth Godoy 18. José Facundo Manzanelli 19. Carla Bergero 20. César Tomás Ahumada 21. Miriam del Valle Cardoso 22. Gerónimo Bautista Moyano 23. Liliana Estela Gemolotto 24. Gonzalo Roldán Díaz 25. Ana Laura Torres 26. Juan Lautaro Saavedra 27. María Adriana Valenzuela 28. Fabio Mackowiak 29. Natasha Janet Rolón 30. Sebastián Horacio Saavedra 31. Cintia María Victoria Balossino 32. Nahuel Isaías Maza 33. Rocío de los Ángeles Battaglia Alzola 34. Facundo Jesús Saavedra 35. Stella Marys Regis 36. Luis Alberto Romero 37. Silvia Beatriz Herrera 38. Juan Martín Bertolino 39. Sofía Marioli 40. Carlos Enrique Albarracín 41. Magali Belén Ávila 42. Diego Martín Bustos Vega 43. Miriam Inés Dreiling 44. Fernando Nicolás Ansaldi | 10.060                   | 0,58                     |                          |                |
|                       | Unión Popular Federal                          | 3.843                         | 0,23                          | 0/44                          | Ver candidatos: 1. Mario Alfredo Peral 2. Pamela Romina Arias 3. Roberto Jesús Félix Ludueña 4. Mónica Gabriela Moreno 5. Francisco Tufi Correcher Faisal 6. María Jimena Espeche 7. Alexis Adolfo Ruiz Díaz Valdez 8. Romina Belén Bagdigian 9. Carlos Ezequiel Cabral 10. Valeria Ivana de Lourdes Quevedo 11. Juan Carlos Vargas 12. Lucrecia Edith Castro 13. Marcos Marcelo Calderón 14. Gladys Micaela Flores 15. Víctor Hugo Moreyras 16. María Florencia Ozan 17. Jorge Luis Vargas 18. Eliana Melina Ruiz 19. Juan Manuel Oliva 20. Jessica Andrea Torres 21. Pablo Daniel Gómez 22. Erika Alejandra Vaca 23. Kevin Octavio Villarreal 24. Vanesa del Carmen López 25. Miguel Ángel Quintero 26. Ángela Noelia Flores 27. Benjamín David Rodríguez 28. Iris Abigail Bongiorno 29. Carlos Fabricio Córdoba Quinteros 30. Tamara Abigail Murua 31. Leonardo Emanuel Rodríguez 32. Blanca Rosa Tapia 33. Víctor Lucas Balmaceda 34. Pamela Stefanía Ivanovich Castillo 35. Alejandro Ricardo Monti 36. Yamila Lorena Gonzalez 37. César Matías Avallay 38. Soledad Azucena Rivero 39. Nelson Ariel Bosetti 40. Carina Beatriz Moreyras 41. Marcos Jeremías Aguirre 42. Rosana Cecilia Strada 43. Laureano Alberto Parabere 44. Aixa Macarena Argüello                                                                       | —                        | —                        |                          |                |
| Votos positivos       | Votos positivos                                | 1.699.488                     | 81,66                         |                               | | 1.721.938                | 82,74                    |                          |                |
| Votos en blanco       | Votos en blanco                                | 331.808                       | 15,94                         | 304.545                       | 14,63 |                          |                          |                          |                |
| Votos nulos           | Votos nulos                                    | 49.897                        | 2,40                          | 54.710                        | 2,63 |                          |                          |                          |                |
| Participación         | Participación                                  | 2.081.193                     | 68,20                         | 2.081.193                     | 68,20 |                          |                          |                          |                |
| Electores registrados | Electores registrados                          | 3.051.544                     | 100                           | 3.051.544                     | 100 |                          |                          |                          |                |
| Fuente:               |                                                |                               |                               |                               | |                          |                          |                          |                |

#### Resultados por departamentos
| Calamuchita 1 Legislador          | Calamuchita 1 Legislador | Calamuchita 1 Legislador                       | Calamuchita 1 Legislador | Calamuchita 1 Legislador |
| Candidato                         | Partido                  | Partido                                        | Votos                    | %                        |
| --------------------------------- | ------------------------ | ---------------------------------------------- | ------------------------ | ------------------------ |
| Mauricio Sebastián Jaimes (UCR)   |                          | Juntos por el Cambio                           | 15.302                   | 45,19                    |
| Claudio Horacio Chavero           |                          | Hacemos Unidos por Córdoba                     | 13.610                   | 40,19                    |
| Daniel Arturo López               |                          | Creo en Córdoba de Todos                       | 2.326                    | 6,87                     |
| Paola Lorena González             |                          | La Libertad Avanza                             | 929                      | 2,74                     |
| Mario Diamonte                    |                          | Frente de Izquierda y de Trabajadores - Unidad | 895                      | 2,64                     |
| José Federico Acuña               |                          | Partido Popular                                | 405                      | 1,20                     |
| Fernando Gabriel Remis            |                          | Frente Liberal Demócrata Desarrollista         | 398                      | 1,18                     |
| Votos positivos                   | Votos positivos          | Votos positivos                                | 33.865                   | 82,45                    |
| Votos en blanco                   | Votos en blanco          | Votos en blanco                                | 5.819                    | 14,17                    |
| Votos nulos                       | Votos nulos              | Votos nulos                                    | 1.389                    | 3,38                     |
| Participación                     | Participación            | Participación                                  | 41.073                   | 66,31                    |
| Electores registrados             | Electores registrados    | Electores registrados                          | 61.938                   | 100                      |
| Capital 1 Legislador              |                          |                                                |                          |                          |
| Candidato                         | Partido                  | Partido                                        | Votos                    | %                        |
| Paulo Cassinerio                  |                          | Hacemos Unidos por Córdoba                     | 273.031                  | 41,09                    |
| Sebastián Rodrigo García Díaz     |                          | Juntos por el Cambio                           | 253.245                  | 38,11                    |
| Candela Orellana Ahumada          |                          | Encuentro Vecinal Córdoba                      | 41.646                   | 6,27                     |
| Raúl Gómez                        |                          | Frente de Izquierda y de Trabajadores - Unidad | 33.306                   | 5,01                     |
| Manuel César Basel                |                          | La Libertad Avanza                             | 23.506                   | 3,54                     |
| Esther Galina                     |                          | Creo en Córdoba de Todos                       | 17.155                   | 2,58                     |
| Alfredo Omar Peñaloza             |                          | Partido Popular                                | 7.161                    | 1,08                     |
| Eugenia Yanina Scarpinello        |                          | Partido Humanista                              | 5.885                    | 0,89                     |
| Malena Paula Mulhall Pereyra      |                          | Movimiento al Socialismo                       | 4.754                    | 0,72                     |
| Selene Araceli Sauthier           |                          | Frente Liberal Demócrata Desarrollista         | 4.743                    | 0,71                     |
| Votos positivos                   | Votos positivos          | Votos positivos                                | 664.432                  | 86,71                    |
| Votos en blanco                   | Votos en blanco          | Votos en blanco                                | 81.368                   | 10,62                    |
| Votos nulos                       | Votos nulos              | Votos nulos                                    | 20.480                   | 2,67                     |
| Participación                     | Participación            | Participación                                  | 766.280                  | 67,78                    |
| Electores registrados             | Electores registrados    | Electores registrados                          | 1.130.587                | 100                      |
| Colón 1 Legislador                |                          |                                                |                          |                          |
| Candidato                         | Partido                  | Partido                                        | Votos                    | %                        |
| Gustavo Horacio Brandán           |                          | Hacemos Unidos por Córdoba                     | 55.307                   | 40,39                    |
| Benjamín Fernando Buteles         |                          | Juntos por el Cambio                           | 55.093                   | 40,24                    |
| Andrés Federico Chavarini         |                          | Encuentro Vecinal Córdoba                      | 7.586                    | 5,54                     |
| Marcelo Bianco                    |                          | Frente de Izquierda y de Trabajadores - Unidad | 5.457                    | 3,99                     |
| Mauricio Matías Pereyra           |                          | La Libertad Avanza                             | 4.740                    | 3,46                     |
| José Luis Preyra                  |                          | Creo en Córdoba de Todos                       | 3.633                    | 2,65                     |
| Mónica Irene López                |                          | Partido Popular                                | 1.573                    | 1,15                     |
| Marta Pereyra                     |                          | Partido Humanista                              | 1.408                    | 1,03                     |
| Claudia Lorena Landa              |                          | Frente Liberal Demócrata Desarrollista         | 1.130                    | 0,83                     |
| Javier Adrián Torres              |                          | Movimiento al Socialismo                       | 991                      | 0,72                     |
| Votos positivos                   | Votos positivos          | Votos positivos                                | 136.918                  | 79,61                    |
| Votos en blanco                   | Votos en blanco          | Votos en blanco                                | 30.238                   | 17,58                    |
| Votos nulos                       | Votos nulos              | Votos nulos                                    | 4.838                    | 2,81                     |
| Participación                     | Participación            | Participación                                  | 171.994                  | 68,38                    |
| Electores registrados             | Electores registrados    | Electores registrados                          | 251.529                  | 100                      |
| Cruz del Eje 1 Legislador         |                          |                                                |                          |                          |
| Candidato                         | Partido                  | Partido                                        | Votos                    | %                        |
| Fernando Javier Luna (UCR)        |                          | Juntos por el Cambio                           | 13.756                   | 54,64                    |
| Claudio Sebastián Farías          |                          | Hacemos Unidos por Córdoba                     | 8.587                    | 34,11                    |
| Héctor Hugo Osses                 |                          | Creo en Córdoba de Todos                       | 1.271                    | 5,05                     |
| Lina Pizarro                      |                          | Frente de Izquierda y de Trabajadores - Unidad | 468                      | 1,86                     |
| Julio Daniel Garay                |                          | Encuentro Vecinal Córdoba                      | 381                      | 1,51                     |
| Miryam Fátima Salti               |                          | La Libertad Avanza                             | 284                      | 1,13                     |
| Dante Daniel Gómez                |                          | Partido Popular                                | 152                      | 0,60                     |
| Silvina Verónica del Valle Vega   |                          | Frente Liberal Demócrata Desarrollista         | 149                      | 0,59                     |
| Natalia Ruth Becan                |                          | Movimiento al Socialismo                       | 129                      | 0,51                     |
| Votos positivos                   | Votos positivos          | Votos positivos                                | 25.177                   | 70,09                    |
| Votos en blanco                   | Votos en blanco          | Votos en blanco                                | 9.544                    | 26,57                    |
| Votos nulos                       | Votos nulos              | Votos nulos                                    | 1.200                    | 3,34                     |
| Participación                     | Participación            | Participación                                  | 35.921                   | 67,45                    |
| Electores registrados             | Electores registrados    | Electores registrados                          | 53.258                   | 100                      |
| General Roca 1 Legislador         |                          |                                                |                          |                          |
| Candidato                         | Partido                  | Partido                                        | Votos                    | %                        |
| Oscar Elías Mario Saliba (UCR)    |                          | Juntos por el Cambio                           | 8.830                    | 51,86                    |
| Silvio Adrián Quiroga             |                          | Hacemos Unidos por Córdoba                     | 7.660                    | 44,99                    |
| José Alberto Galván               |                          | Creo en Córdoba de Todos                       | 535                      | 3,14                     |
| Votos positivos                   | Votos positivos          | Votos positivos                                | 17.025                   | 84,44                    |
| Votos en blanco                   | Votos en blanco          | Votos en blanco                                | 2.793                    | 13,85                    |
| Votos nulos                       | Votos nulos              | Votos nulos                                    | 344                      | 1,71                     |
| Participación                     | Participación            | Participación                                  | 20.162                   | 68,58                    |
| Electores registrados             | Electores registrados    | Electores registrados                          | 29.400                   | 100                      |
| General San Martín 1 Legislador   |                          |                                                |                          |                          |
| Candidato                         | Partido                  | Partido                                        | Votos                    | %                        |
| Alfredo Mariano Nigro (UCR)       |                          | Juntos por el Cambio                           | 31.983                   | 47,98                    |
| Natalio Osvaldo Graglia           |                          | Hacemos Unidos por Córdoba                     | 24.263                   | 36,40                    |
| Camila Perassi                    |                          | Creo en Córdoba de Todos                       | 2.900                    | 4,35                     |
| Javier Alejandro Aranaz           |                          | La Libertad Avanza                             | 2.667                    | 4,00                     |
| Esteban Vicente Ancarani          |                          | Encuentro Vecinal Córdoba                      | 2.310                    | 3,47                     |
| Melina Bertino                    |                          | Frente de Izquierda y de Trabajadores - Unidad | 1.219                    | 1,83                     |
| Virginia Elizabeth Galoni Cabrera |                          | Movimiento al Socialismo                       | 710                      | 1,07                     |
| Leandro Ceferino Moroncini        |                          | Frente Liberal Demócrata Desarrollista         | 610                      | 0,92                     |
| Votos positivos                   | Votos positivos          | Votos positivos                                | 66.662                   | 82,18                    |
| Votos en blanco                   | Votos en blanco          | Votos en blanco                                | 11.972                   | 14,76                    |
| Votos nulos                       | Votos nulos              | Votos nulos                                    | 2.485                    | 3,06                     |
| Participación                     | Participación            | Participación                                  | 81.119                   | 67,18                    |
| Electores registrados             | Electores registrados    | Electores registrados                          | 120.742                  | 100                      |
| Ischilín 1 Legislador             |                          |                                                |                          |                          |
| Candidato                         | Partido                  | Partido                                        | Votos                    | %                        |
| Raúl Alberto Figueroa             |                          | Hacemos Unidos por Córdoba                     | 8.995                    | 55,69                    |
| Jorge Gabriel Arce                |                          | Juntos por el Cambio                           | 5.183                    | 32,09                    |
| Pedro Ponce de León               |                          | Frente de Izquierda y de Trabajadores - Unidad | 536                      | 3,32                     |
| Fernando Gabriel Martínez         |                          | Creo en Córdoba de Todos                       | 517                      | 3,20                     |
| René Armando Luján                |                          | Encuentro Vecinal Córdoba                      | 332                      | 2,06                     |
| Walter Omar Otero                 |                          | La Libertad Avanza                             | 241                      | 1,49                     |
| Eduardo Héctor Arias              |                          | Frente Liberal Demócrata Desarrollista         | 196                      | 1,21                     |
| Juan Carlos Torres                |                          | Partido Popular                                | 151                      | 0,93                     |
| Votos positivos                   | Votos positivos          | Votos positivos                                | 16.151                   | 78,81                    |
| Votos en blanco                   | Votos en blanco          | Votos en blanco                                | 3.534                    | 17,24                    |
| Votos nulos                       | Votos nulos              | Votos nulos                                    | 809                      | 3,95                     |
| Participación                     | Participación            | Participación                                  | 20.494                   | 69,08                    |
| Electores registrados             | Electores registrados    | Electores registrados                          | 29.666                   | 100                      |
| Juárez Celman 1 Legislador        |                          |                                                |                          |                          |
| Candidato                         | Partido                  | Partido                                        | Votos                    | %                        |
| Graciela María Bisotto (UCR)      |                          | Juntos por el Cambio                           | 13.496                   | 48,36                    |
| Fabio Hernán Guaschino            |                          | Hacemos Unidos por Córdoba                     | 11.388                   | 40,81                    |
| Carolina Bies                     |                          | La Libertad Avanza                             | 1.193                    | 4,27                     |
| Mariana Monzón                    |                          | Encuentro Vecinal Córdoba                      | 605                      | 2,17                     |
| Juan Carlos Manuel Murua          |                          | Creo en Córdoba de Todos                       | 605                      | 2,17                     |
| Renata Alberti                    |                          | Frente de Izquierda y de Trabajadores - Unidad | 380                      | 1,36                     |
| Maximiliano Rubén Figueroa        |                          | Movimiento al Socialismo                       | 241                      | 0,86                     |
| Votos positivos                   | Votos positivos          | Votos positivos                                | 27.908                   | 73,01                    |
| Votos en blanco                   | Votos en blanco          | Votos en blanco                                | 9.153                    | 23,94                    |
| Votos nulos                       | Votos nulos              | Votos nulos                                    | 1.166                    | 3,05                     |
| Participación                     | Participación            | Participación                                  | 38.227                   | 68,81                    |
| Electores registrados             | Electores registrados    | Electores registrados                          | 55.552                   | 100                      |
| Marcos Juárez 1 Legislador        |                          |                                                |                          |                          |
| Candidato                         | Partido                  | Partido                                        | Votos                    | %                        |
| Carlos Atilio Carignano (UCR)     |                          | Juntos por el Cambio                           | 26.490                   | 52,44                    |
| Juan Carlos Massei                |                          | Hacemos Unidos por Córdoba                     | 19.177                   | 37,97                    |
| Diego Martín Heredia              |                          | Creo en Córdoba de Todos                       | 2.277                    | 4,51                     |
| Carlos Gabriel Rodríguez          |                          | La Libertad Avanza                             | 1.292                    | 2,56                     |
| María Florencia González          |                          | Partido Popular                                | 516                      | 1,02                     |
| Sebastián Piccatto                |                          | Frente de Izquierda y de Trabajadores - Unidad | 445                      | 0,88                     |
| Juan Pablo Guarino                |                          | Frente Liberal Demócrata Desarrollista         | 315                      | 0,62                     |
| Votos positivos                   | Votos positivos          | Votos positivos                                | 50.512                   | 83,69                    |
| Votos en blanco                   | Votos en blanco          | Votos en blanco                                | 9.045                    | 14,99                    |
| Votos nulos                       | Votos nulos              | Votos nulos                                    | 797                      | 1,32                     |
| Participación                     | Participación            | Participación                                  | 60.354                   | 67,44                    |
| Electores registrados             | Electores registrados    | Electores registrados                          | 89.499                   | 100                      |
| Minas 1 Legislador                |                          |                                                |                          |                          |
| Candidato                         | Partido                  | Partido                                        | Votos                    | %                        |
| Cristian Adrián Frías             |                          | Hacemos Unidos por Córdoba                     | 1.599                    | 49,97                    |
| Luis Gómez                        |                          | Juntos por el Cambio                           | 1.496                    | 46,75                    |
| Sergio Orlando Heredia            |                          | Creo en Córdoba de Todos                       | 105                      | 3,28                     |
| Votos positivos                   | Votos positivos          | Votos positivos                                | 3.200                    | 80,73                    |
| Votos en blanco                   | Votos en blanco          | Votos en blanco                                | 699                      | 17,63                    |
| Votos nulos                       | Votos nulos              | Votos nulos                                    | 65                       | 1,64                     |
| Participación                     | Participación            | Participación                                  | 3.964                    | 78,17                    |
| Electores registrados             | Electores registrados    | Electores registrados                          | 5.071                    | 100                      |
| Pocho 1 Legislador                |                          |                                                |                          |                          |
| Candidato                         | Partido                  | Partido                                        | Votos                    | %                        |
| Jorge Edberto Heredia             |                          | Hacemos Unidos por Córdoba                     | 1.691                    | 51,97                    |
| Raúl Guillermo Recalde            |                          | Juntos por el Cambio                           | 1.452                    | 44,62                    |
| Mario Brondo                      |                          | Frente de Izquierda y de Trabajadores - Unidad | 65                       | 2,00                     |
| Roberto Carlos Cuello             |                          | Creo en Córdoba de Todos                       | 46                       | 1,41                     |
| Votos positivos                   | Votos positivos          | Votos positivos                                | 3.254                    | 87,29                    |
| Votos en blanco                   | Votos en blanco          | Votos en blanco                                | 406                      | 10,89                    |
| Votos nulos                       | Votos nulos              | Votos nulos                                    | 68                       | 1,82                     |
| Participación                     | Participación            | Participación                                  | 3.728                    | 76,42                    |
| Electores registrados             | Electores registrados    | Electores registrados                          | 4.878                    | 100                      |
| Punilla 1 Legislador              |                          |                                                |                          |                          |
| Candidato                         | Partido                  | Partido                                        | Votos                    | %                        |
| Walter Oscar Gispert (FC)         |                          | Juntos por el Cambio                           | 46.637                   | 46,58                    |
| Gladys Corazón del Valle Moreno   |                          | Hacemos Unidos por Córdoba                     | 36.635                   | 36,59                    |
| Sabrina Rosa                      |                          | Frente de Izquierda y de Trabajadores - Unidad | 4.815                    | 4,81                     |
| Miguel Ángel Gómez Pombo          |                          | La Libertad Avanza                             | 3.859                    | 3,85                     |
| Mariano Ariel Ollaquindia         |                          | Encuentro Vecinal Córdoba                      | 3.858                    | 3,85                     |
| Maximiliano Andrés Nieto          |                          | Frente Liberal Demócrata Desarrollista         | 1.231                    | 1,23                     |
| Roberto Gabriel Fernández         |                          | Partido Humanista                              | 1.180                    | 1,18                     |
| Claudio Héctor Ruiz               |                          | Partido Popular                                | 974                      | 0,97                     |
| Joaquín Miqueas Ubeda             |                          | Movimiento al Socialismo                       | 942                      | 0,94                     |
| Votos positivos                   | Votos positivos          | Votos positivos                                | 100.131                  | 85,82                    |
| Votos en blanco                   | Votos en blanco          | Votos en blanco                                | 14.401                   | 12,34                    |
| Votos nulos                       | Votos nulos              | Votos nulos                                    | 2.147                    | 1,84                     |
| Participación                     | Participación            | Participación                                  | 116.679                  | 61,97                    |
| Electores registrados             | Electores registrados    | Electores registrados                          | 188.273                  | 100                      |
| Río Cuarto 1 Legislador           |                          |                                                |                          |                          |
| Candidato                         | Partido                  | Partido                                        | Votos                    | %                        |
| Ariel Denis Grich (UCR)           |                          | Juntos por el Cambio                           | 55.187                   | 47,53                    |
| Ricardo Gabriel Reynoso           |                          | Hacemos Unidos por Córdoba                     | 45.229                   | 38,96                    |
| Mario Enrique Juan Lamberghini    |                          | La Libertad Avanza                             | 4.435                    | 3,82                     |
| Hugo Fernando Bossio              |                          | Creo en Córdoba de Todos                       | 3.575                    | 3,08                     |
| Rocío Vieyra                      |                          | Frente de Izquierda y de Trabajadores - Unidad | 2.445                    | 2,11                     |
| Andrea Hélida Mercedes Casero     |                          | Encuentro Vecinal Córdoba                      | 2.113                    | 1,82                     |
| Marcelo Oviedo                    |                          | Partido Popular                                | 1.368                    | 1,18                     |
| Leonardo Fabio Diep               |                          | Frente Liberal Demócrata Desarrollista         | 882                      | 0,76                     |
| Marcos Roberto Pasetti            |                          | Movimiento al Socialismo                       | 864                      | 0,74                     |
| Votos positivos                   | Votos positivos          | Votos positivos                                | 116.098                  | 83,11                    |
| Votos en blanco                   | Votos en blanco          | Votos en blanco                                | 18.810                   | 13,47                    |
| Votos nulos                       | Votos nulos              | Votos nulos                                    | 4.777                    | 3,42                     |
| Participación                     | Participación            | Participación                                  | 139.685                  | 63,00                    |
| Electores registrados             | Electores registrados    | Electores registrados                          | 221.724                  | 100                      |
| Río Primero 1 Legislador          |                          |                                                |                          |                          |
| Candidato                         | Partido                  | Partido                                        | Votos                    | %                        |
| Juan José Blangino                |                          | Hacemos Unidos por Córdoba                     | 14.722                   | 49,36                    |
| Fernando Pedro Brasca             |                          | Juntos por el Cambio                           | 13.733                   | 46,05                    |
| María Mercedes Giacosa            |                          | La Libertad Avanza                             | 438                      | 1,47                     |
| Raúl Antonio Gudiño Cosmán        |                          | Encuentro Vecinal Córdoba                      | 318                      | 1,07                     |
| José Alberto Nardón               |                          | Creo en Córdoba de Todos                       | 273                      | 0,92                     |
| Guillermo Godoy                   |                          | Frente de Izquierda y de Trabajadores - Unidad | 192                      | 0,64                     |
| Miguel Ángel Castellano           |                          | Partido Humanista                              | 77                       | 0,26                     |
| Federico Jesús Rothlisberger      |                          | Frente Liberal Demócrata Desarrollista         | 72                       | 0,24                     |
| Votos positivos                   | Votos positivos          | Votos positivos                                | 29.825                   | 84,69                    |
| Votos en blanco                   | Votos en blanco          | Votos en blanco                                | 4.824                    | 13,70                    |
| Votos nulos                       | Votos nulos              | Votos nulos                                    | 568                      | 1,61                     |
| Participación                     | Participación            | Participación                                  | 35.217                   | 80,12                    |
| Electores registrados             | Electores registrados    | Electores registrados                          | 43.954                   | 100                      |
| Río Seco 1 Legislador             |                          |                                                |                          |                          |
| Candidato                         | Partido                  | Partido                                        | Votos                    | %                        |
| Ernesto Ramón Flores              |                          | Hacemos Unidos por Córdoba                     | 3.598                    | 50,63                    |
| Julio Héctor Camaño               |                          | Juntos por el Cambio                           | 2.410                    | 33,92                    |
| Gustavo Ariel Bustos              |                          | Creo en Córdoba de Todos                       | 755                      | 10,62                    |
| Rebeca Lía Lallana                |                          | Frente Liberal Demócrata Desarrollista         | 293                      | 4,12                     |
| Guillermo Antonio Córdoba         |                          | Partido Popular                                | 50                       | 0,70                     |
| Votos positivos                   | Votos positivos          | Votos positivos                                | 7.106                    | 71,33                    |
| Votos en blanco                   | Votos en blanco          | Votos en blanco                                | 2.647                    | 26,57                    |
| Votos nulos                       | Votos nulos              | Votos nulos                                    | 209                      | 2,10                     |
| Participación                     | Participación            | Participación                                  | 9.962                    | 72,35                    |
| Electores registrados             | Electores registrados    | Electores registrados                          | 13.770                   | 100                      |
| Río Segundo 1 Legislador          |                          |                                                |                          |                          |
| Candidato                         | Partido                  | Partido                                        | Votos                    | %                        |
| Lucas Germán Valiente (UCR)       |                          | Juntos por el Cambio                           | 26.474                   | 46,90                    |
| Gastón Luis Re                    |                          | Hacemos Unidos por Córdoba                     | 24.161                   | 42,80                    |
| Luis Mateo Cravero                |                          | La Libertad Avanza                             | 1.691                    | 3,00                     |
| Oscar Luis Emanuel                |                          | Encuentro Vecinal Córdoba                      | 1.181                    | 2,09                     |
| Juan Horacio Baigorria Lindon     |                          | Creo en Córdoba de Todos                       | 830                      | 1,47                     |
| Germán Silva                      |                          | Frente de Izquierda y de Trabajadores - Unidad | 702                      | 1,24                     |
| Sebastián Alexis Sarale           |                          | Partido Popular                                | 432                      | 0,77                     |
| Ariel Luque                       |                          | Partido Humanista                              | 401                      | 0,71                     |
| Débora Penélope Errasti           |                          | Movimiento al Socialismo                       | 295                      | 0,52                     |
| Miriam Estefanía Gualda           |                          | Frente Liberal Demócrata Desarrollista         | 284                      | 0,50                     |
| Votos positivos                   | Votos positivos          | Votos positivos                                | 56.451                   | 80,72                    |
| Votos en blanco                   | Votos en blanco          | Votos en blanco                                | 11.813                   | 16,89                    |
| Votos nulos                       | Votos nulos              | Votos nulos                                    | 1.674                    | 2,39                     |
| Participación                     | Participación            | Participación                                  | 69.938                   | 73,96                    |
| Electores registrados             | Electores registrados    | Electores registrados                          | 94.565                   | 100                      |
| Roque Sáenz Peña 1 Legislador     |                          |                                                |                          |                          |
| Candidato                         | Partido                  | Partido                                        | Votos                    | %                        |
| María Victoria Busso              |                          | Hacemos Unidos por Córdoba                     | 7.924                    | 44,46                    |
| César Elías Abdala                |                          | Juntos por el Cambio                           | 7.382                    | 41,42                    |
| Maximiliano Camusso               |                          | Frente Liberal Demócrata Desarrollista         | 1.656                    | 9,29                     |
| Ángel Gabriel Ledesma             |                          | Creo en Córdoba de Todos                       | 399                      | 2,24                     |
| Miguel Ángel José Rubio           |                          | La Libertad Avanza                             | 328                      | 1,84                     |
| Jonathan Moyano                   |                          | Frente de Izquierda y de Trabajadores - Unidad | 134                      | 0,75                     |
| Votos positivos                   | Votos positivos          | Votos positivos                                | 17.823                   | 84,96                    |
| Votos en blanco                   | Votos en blanco          | Votos en blanco                                | 2.486                    | 11,85                    |
| Votos nulos                       | Votos nulos              | Votos nulos                                    | 668                      | 3,18                     |
| Participación                     | Participación            | Participación                                  | 20.977                   | 66,52                    |
| Electores registrados             | Electores registrados    | Electores registrados                          | 31.536                   | 100                      |
| San Alberto 1 Legislador          |                          |                                                |                          |                          |
| Candidato                         | Partido                  | Partido                                        | Votos                    | %                        |
| Mariano Ceballos Recalde          |                          | Hacemos Unidos por Córdoba                     | 10.678                   | 54,70                    |
| María Soledad Calvo Aguado        |                          | Juntos por el Cambio                           | 7.564                    | 38,75                    |
| Roberto Gabriel López             |                          | La Libertad Avanza                             | 319                      | 1,63                     |
| Ernesto Arce                      |                          | Frente de Izquierda y de Trabajadores - Unidad | 523                      | 2,68                     |
| Pablo Ariel Ortega                |                          | Frente Liberal Demócrata Desarrollista         | 301                      | 1,54                     |
| José Marcelo Saggio               |                          | Partido Popular                                | 135                      | 0,69                     |
| Votos positivos                   | Votos positivos          | Votos positivos                                | 19.520                   | 68,55                    |
| Votos en blanco                   | Votos en blanco          | Votos en blanco                                | 8.425                    | 29,59                    |
| Votos nulos                       | Votos nulos              | Votos nulos                                    | 532                      | 1,87                     |
| Participación                     | Participación            | Participación                                  | 28.477                   | 74,06                    |
| Electores registrados             | Electores registrados    | Electores registrados                          | 38.451                   | 100                      |
| San Javier 1 Legislador           |                          |                                                |                          |                          |
| Candidato                         | Partido                  | Partido                                        | Votos                    | %                        |
| Enrique Rodolfo Rébora            |                          | Hacemos Unidos por Córdoba                     | 13.799                   | 47,23                    |
| Víctor Hugo Zani                  |                          | Juntos por el Cambio                           | 12.178                   | 41,68                    |
| Mara Beltrame                     |                          | Frente de Izquierda y de Trabajadores - Unidad | 882                      | 3,02                     |
| Fabiana Andrea Farías             |                          | Encuentro Vecinal Córdoba                      | 866                      | 2,96                     |
| Astrid Uez                        |                          | Frente Liberal Demócrata Desarrollista         | 615                      | 2,10                     |
| Rocío Denice Nicoletti            |                          | La Libertad Avanza                             | 583                      | 2,00                     |
| Daniel Oscar Oviedo               |                          | Partido Popular                                | 294                      | 1,01                     |
| Votos positivos                   | Votos positivos          | Votos positivos                                | 29.217                   | 78,67                    |
| Votos en blanco                   | Votos en blanco          | Votos en blanco                                | 7.179                    | 19,33                    |
| Votos nulos                       | Votos nulos              | Votos nulos                                    | 745                      | 2,01                     |
| Participación                     | Participación            | Participación                                  | 37.141                   | 69,68                    |
| Electores registrados             | Electores registrados    | Electores registrados                          | 53.303                   | 100                      |
| San Justo 1 Legislador            |                          |                                                |                          |                          |
| Candidato                         | Partido                  | Partido                                        | Votos                    | %                        |
| Gustavo Alejandro Tévez           |                          | Hacemos Unidos por Córdoba                     | 58.366                   | 53,66                    |
| Guillermo Oscar Borda Bossana     |                          | Juntos por el Cambio                           | 40.349                   | 37,09                    |
| Fernando Juan Coiset              |                          | Creo en Córdoba de Todos                       | 2.826                    | 2,60                     |
| Daniel Roberto Gallo              |                          | La Libertad Avanza                             | 2.643                    | 2,43                     |
| Italo Leopoldo Balvo              |                          | Encuentro Vecinal Córdoba                      | 2.234                    | 2,05                     |
| Andrés Claret                     |                          | Frente de Izquierda y de Trabajadores - Unidad | 1.197                    | 1,10                     |
| Pablo Horacio Martelli            |                          | Frente Liberal Demócrata Desarrollista         | 627                      | 0,58                     |
| Jesús Héctor Contreras            |                          | Partido Humanista                              | 531                      | 0,49                     |
| Votos positivos                   | Votos positivos          | Votos positivos                                | 108.773                  | 78,48                    |
| Votos en blanco                   | Votos en blanco          | Votos en blanco                                | 26.722                   | 19,28                    |
| Votos nulos                       | Votos nulos              | Votos nulos                                    | 3.103                    | 2,24                     |
| Participación                     | Participación            | Participación                                  | 138.598                  | 73,16                    |
| Electores registrados             | Electores registrados    | Electores registrados                          | 189.449                  | 100                      |
| Santa María 1 Legislador          |                          |                                                |                          |                          |
| Candidato                         | Partido                  | Partido                                        | Votos                    | %                        |
| Facundo Torres Limas              |                          | Hacemos Unidos por Córdoba                     | 27.065                   | 44,33                    |
| Leandro Esteban Morer             |                          | Juntos por el Cambio                           | 23.930                   | 39,20                    |
| Verónica Alejandra Sueldo Páwz    |                          | Encuentro Vecinal Córdoba                      | 2.669                    | 4,37                     |
| Marina Anabella Vaccarini         |                          | La Libertad Avanza                             | 1.854                    | 3,04                     |
| Pedro Garbi                       |                          | Frente de Izquierda y de Trabajadores - Unidad | 1.791                    | 2,93                     |
| María Inés Chiotti                |                          | Creo en Córdoba de Todos                       | 1.576                    | 2,58                     |
| Juan Manuel Molina                |                          | Frente Liberal Demócrata Desarrollista         | 644                      | 1,05                     |
| Rodolfo Uranga                    |                          | Partido Humanista                              | 599                      | 0,98                     |
| Nora Haide Pucheta                |                          | Partido Popular                                | 524                      | 0,86                     |
| Elvia Estella Pallero             |                          | Movimiento al Socialismo                       | 398                      | 0,65                     |
| Votos positivos                   | Votos positivos          | Votos positivos                                | 61.050                   | 77,23                    |
| Votos en blanco                   | Votos en blanco          | Votos en blanco                                | 15.771                   | 19,95                    |
| Votos nulos                       | Votos nulos              | Votos nulos                                    | 2.231                    | 2,82                     |
| Participación                     | Participación            | Participación                                  | 79.052                   | 70,95                    |
| Electores registrados             | Electores registrados    | Electores registrados                          | 111.427                  | 100                      |
| Sobremonte 1 Legislador           |                          |                                                |                          |                          |
| Candidato                         | Partido                  | Partido                                        | Votos                    | %                        |
| Marcelos Alejandro José Eslava    |                          | Hacemos Unidos por Córdoba                     | 1.512                    | 51,69                    |
| Gladys Susana Espíndola           |                          | Juntos por el Cambio                           | 1.408                    | 48,14                    |
| Juan Manuel Hernández             |                          | Creo en Córdoba de Todos                       | 5                        | 0,17                     |
| Votos positivos                   | Votos positivos          | Votos positivos                                | 2.925                    | 79,46                    |
| Votos en blanco                   | Votos en blanco          | Votos en blanco                                | 735                      | 19,97                    |
| Votos nulos                       | Votos nulos              | Votos nulos                                    | 21                       | 0,57                     |
| Participación                     | Participación            | Participación                                  | 3.681                    | 84,89                    |
| Electores registrados             | Electores registrados    | Electores registrados                          | 4.336                    | 100                      |
| Tercero Arriba 1 Legislador       |                          |                                                |                          |                          |
| Candidato                         | Partido                  | Partido                                        | Votos                    | %                        |
| Juan Pablo Peirone (FC)           |                          | Juntos por el Cambio                           | 26.890                   | 47,89                    |
| Fernando Edmundo Salvi            |                          | Hacemos Unidos por Córdoba                     | 21.672                   | 38,59                    |
| Carla Romina Belén                |                          | Creo en Córdoba de Todos                       | 1.740                    | 3,10                     |
| Gustavo Ezequiel Elizondo         |                          | La Libertad Avanza                             | 1.689                    | 3,01                     |
| Pablo Nicolás Franco              |                          | Encuentro Vecinal Córdoba                      | 1.586                    | 2,82                     |
| Emiliano Luque                    |                          | Frente de Izquierda y de Trabajadores - Unidad | 1.163                    | 2,07                     |
| Mariana Inés Ferreyra             |                          | Partido Popular                                | 519                      | 0,92                     |
| Gustavo Daniel Arias              |                          | Frente Liberal Demócrata Desarrollista         | 460                      | 0,82                     |
| Silvina del Valle Caggia          |                          | Movimiento al Socialismo                       | 436                      | 0,78                     |
| Votos positivos                   | Votos positivos          | Votos positivos                                | 56.155                   | 80,67                    |
| Votos en blanco                   | Votos en blanco          | Votos en blanco                                | 11.223                   | 16,12                    |
| Votos nulos                       | Votos nulos              | Votos nulos                                    | 2.230                    | 3,20                     |
| Participación                     | Participación            | Participación                                  | 69.608                   | 68,98                    |
| Electores registrados             | Electores registrados    | Electores registrados                          | 100.915                  | 100                      |
| Totoral 1 Legislador              |                          |                                                |                          |                          |
| Candidato                         | Partido                  | Partido                                        | Votos                    | %                        |
| Víctor Eduardo Molina (UCR)       |                          | Juntos por el Cambio                           | 5.529                    | 52,82                    |
| María Cintia Llovell              |                          | Hacemos Unidos por Córdoba                     | 4.008                    | 38,29                    |
| Julio Horacio Quinteros           |                          | Encuentro Vecinal Córdoba                      | 529                      | 5,05                     |
| Norberto Román Toniutti           |                          | Frente Liberal Demócrata Desarrollista         | 305                      | 2,91                     |
| Miguel Ángel Barreto              |                          | Creo en Córdoba de Todos                       | 97                       | 0,93                     |
| Votos positivos                   | Votos positivos          | Votos positivos                                | 10.468                   | 70,37                    |
| Votos en blanco                   | Votos en blanco          | Votos en blanco                                | 4.148                    | 27,89                    |
| Votos nulos                       | Votos nulos              | Votos nulos                                    | 259                      | 1,74                     |
| Participación                     | Participación            | Participación                                  | 14.875                   | 79,76                    |
| Electores registrados             | Electores registrados    | Electores registrados                          | 18.649                   | 100                      |
| Tulumba 1 Legislador              |                          |                                                |                          |                          |
| Candidato                         | Partido                  | Partido                                        | Votos                    | %                        |
| Sebastián Amadeo Peralta (UCR)    |                          | Juntos por el Cambio                           | 3.974                    | 51,77                    |
| Iohana Argañarás                  |                          | Hacemos Unidos por Córdoba                     | 3.396                    | 44,24                    |
| Edgardo Rodolfo Elías             |                          | Creo en Córdoba de Todos                       | 197                      | 2,57                     |
| Marcos Antonio Bustos             |                          | Frente Liberal Demócrata Desarrollista         | 56                       | 0,73                     |
| Luis Sánchez                      |                          | Frente de Izquierda y de Trabajadores - Unidad | 54                       | 0,70                     |
| Votos positivos                   | Votos positivos          | Votos positivos                                | 7.677                    | 78,63                    |
| Votos en blanco                   | Votos en blanco          | Votos en blanco                                | 1.871                    | 19,16                    |
| Votos nulos                       | Votos nulos              | Votos nulos                                    | 215                      | 2,20                     |
| Participación                     | Participación            | Participación                                  | 9.763                    | 76,01                    |
| Electores registrados             | Electores registrados    | Electores registrados                          | 12.845                   | 100                      |
| Unión 1 Legislador                |                          |                                                |                          |                          |
| Candidato                         | Partido                  | Partido                                        | Votos                    | %                        |
| Carlos Edgardo Briner (UCR)       |                          | Juntos por el Cambio                           | 26.586                   | 49,59                    |
| Ángel Andrés Bevilacqua           |                          | Hacemos Unidos por Córdoba                     | 22.144                   | 41,30                    |
| Alan González                     |                          | La Libertad Avanza                             | 1.186                    | 2,21                     |
| Francisco Eduardo Argüello        |                          | Creo en Córdoba de Todos                       | 942                      | 1,76                     |
| Jorge Luis Valenti                |                          | Encuentro Vecinal Córdoba                      | 703                      | 1,31                     |
| Maximiliano Escudero              |                          | Partido Humanista                              | 528                      | 0,98                     |
| Joaquín Bourdieu                  |                          | Frente de Izquierda y de Trabajadores - Unidad | 468                      | 0,87                     |
| Matías Jesús Ferreyra             |                          | Partido Popular                                | 418                      | 0,78                     |
| Gabriela Beatriz Calvente         |                          | Frente Liberal Demócrata Desarrollista         | 340                      | 0,63                     |
| Eliana Romina Ferrel Dreiling     |                          | Movimiento al Socialismo                       | 300                      | 0,56                     |
| Votos positivos                   | Votos positivos          | Votos positivos                                | 53.615                   | 83,48                    |
| Votos en blanco                   | Votos en blanco          | Votos en blanco                                | 8.919                    | 13,89                    |
| Votos nulos                       | Votos nulos              | Votos nulos                                    | 1.690                    | 2,63                     |
| Participación                     | Participación            | Participación                                  | 64.224                   | 66,74                    |
| Electores registrados             | Electores registrados    | Electores registrados                          | 96.227                   | 100                      |